# Stokes County
Stokes County är ett administrativt område i delstaten North Carolina, USA, med 47 401 invånare. Den administrativa huvudorten (county seat) är Danbury. 

## Geografi
Enligt United States Census Bureau så har countyt en total area på 1 181 km². 1 170 km² av den arean är land och 10 km² är vatten. 

### Angränsande countyn
- Patrick County, Virginia – norr
- Henry County, Virginia – nord-nordost
- Rockingham County – öster
- Forsyth County – söder
- Surry County – väster